# Aranyecset
Az Aranyecset Munkácsy Mihály regényes életrajzának második kötete, melyben Dallos Sándor író a nagy festő párizsi éveit mutatja be; a siker, a beérkezés korszakát, örömeit és a betegsége okozta művészi és emberi hanyatlást.

## Cselekmény
|  | Alább a cselekmény részletei következnek! |

Az életrajz első részében ismerte meg a festő Cécile asszonyt, Des Marches báró feleségét aki a szeretője lett. Ám Cécile öntudatosságától (aki bevallottan elsősorban a szexuális örömöket hajtotta személyében)  veszélyeztetve érezte a saját akaratát ezért igyekezett inkább kordában tartani kettejük viszonyát.
Azért mert ezt az asszonyt a mohó és eddig megfékezett test roppant vágya, félelmetes lobogása veti csak hozzá, az tartja mellette, s ezt nem színezi semmi lelki pendülés sem, s neki eddig még nem volt futó kalandja sem olyan, amelyben a lelke s az egyénisége is ne vett volna részt.
Visszautazott Párizsba, hogy tovább folytassa művészi munkásságát. Ott udvariassági látogatást tett Goupil műkereskedőnél, aki a képeit forgalmazta, azonban a ház ura helyett annak felesége fogadta. Charlotte már híréből ismerte Munkácsyt, akit pedig az alig húszéves nő bája nyűgözött le és viszonyt kezdtek egymással. De Cécile sem tűnt el. Hogy sűrűbben találkozhassanak estélyeket adott, amikre Munkácsy is hivatalos volt.
-Meglátod- mondta neki Miska s nem is egyszer-, hogy te leszel a végzetem!
-A szerencséd!- felelt az asszony.- Te tudod, hogy Colpachból is én csináltam fényesen jövedelmező birtokot, hát hidd el, arra is lesz erőm, hogy megcsináljam a szeretőm szerencséjét!

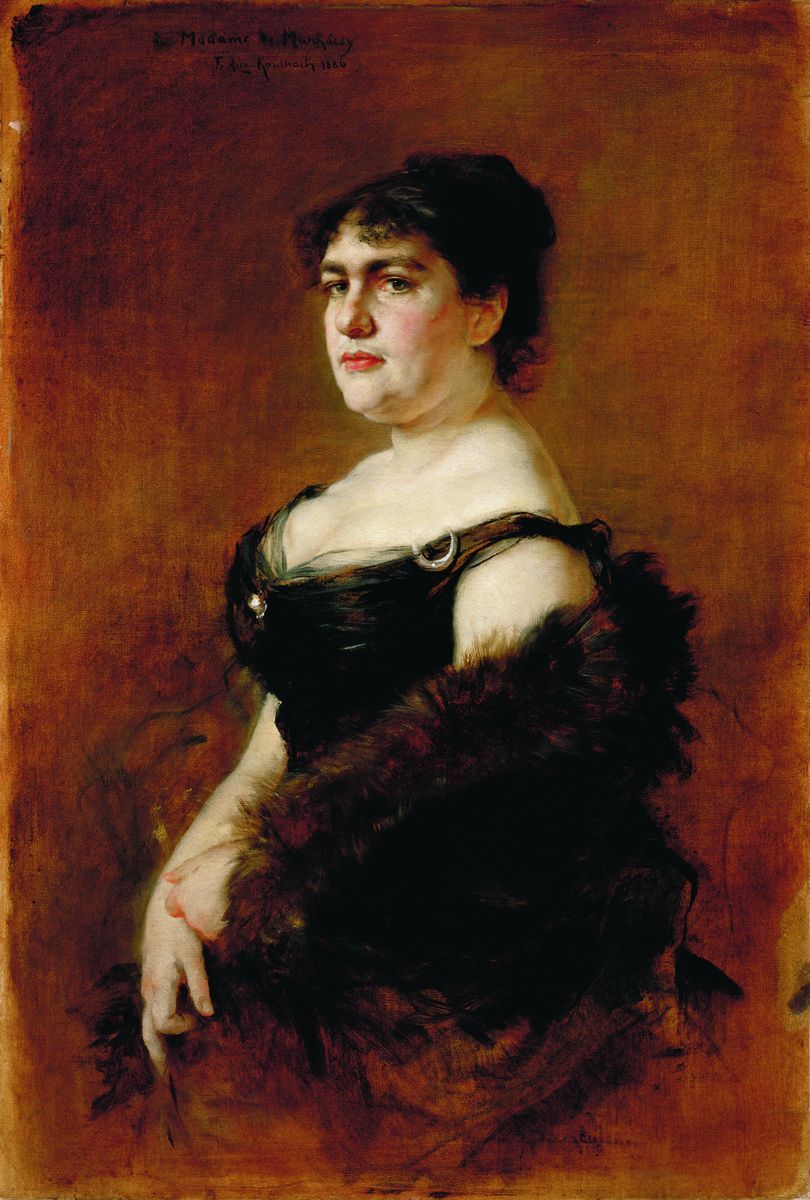
Friedrich August von Kaulbach: Munkácsy Mihály felesége Cécile Papier (1886)

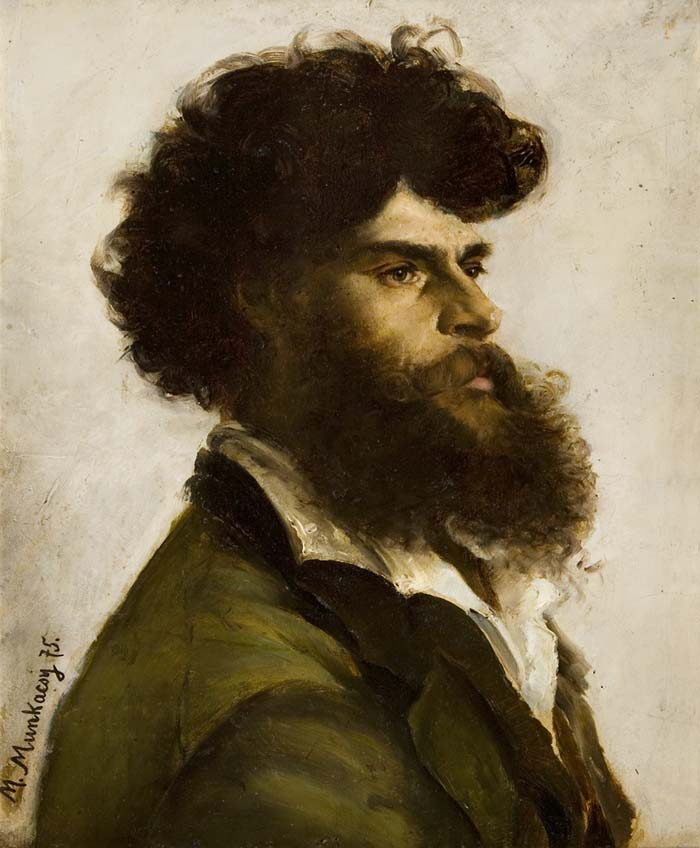
Munkácsy Mihály: Önarckép (1875)

Charlotte férje roppant féltékeny természetű volt és gyanakodott Munkácsyra, de a viszonynak végül mégsem ez, hanem a nő halála vetett véget. Egy temetési menet megbokrosodott lova legázolta és az állat patája betörte a szépasszony koponyáját. Mihály Cécile-nél keresett volna enyhülést de ő az urát ápolta, a gazdaságukra is felügyelnie kellett. Előbb Párizsban, majd Barbizonban próbált felejteni, ahol megismerkedett Millet-tel. Itt tudta meg, hogy Cécile férje egyre rosszabbul van, szanatóriumba kellett szállítani. Az asszony utánaküldte a húgát Ethelt, aki fülig szerelmes volt a festőbe és már alig lehetett vele bírni. A "Csitri" volt Zálogház című kép kokott modellje, a Virágszedő lány és a Holnap vihar lesz című kép leányalakja. Kapcsolatuk Cécile kényszerű jóváhagyásával hosszú ideig tartott - közben a báró meghalt. Munkácsy feleségül kérte Ethelt aki képtelen volt határozott feleletet adni.
-Jössz-e hozzám vagy nem?- kérdezte.
-Várjunk, Miskám! Az ilyesmit jól meg kell gondolni!
-Én adtam neked csaknem négyhónapi gondolkodási időt!
-Hát nem jó neked így ahogy vagyunk? Hisz akkor kapsz meg, mikor akarsz! Nem vagyok jó szeretőd?
-Most nem erről van szó!- üvöltött Miska. -Nekem még ebben a percben adj határozott választ!
-Nem tudok- mondta sírva a lány.
-Köszönöm- kapta össze magát Miska. - Ez is válasz! 
1874-ben feleségül vette Des Marches báró özvegyét, s az ő hatására eltávolodott régi témáitól és az anyagi sikerek hajszolása felé fordult. Világhírt és nagy vagyont szerez ebben a korszakában néhány megrendelésre készített képével mint a Milton, a Krisztus Pilátus előtt és a Golgotha. Nagy számban fest díszes szalonképeket, amelyek elfordulást jelentenek igazi karakterétől és lehetőségeitől.
A házasságuk nem felhőtlen. Közben ugyanúgy falja a nőket, mint eddig, de mikor kiderül, hogy a háta mögött Cécile is félrelép, dühében csaknem agyonveri a riválisát. Emellett napirenden vannak az anyagiakon való állandó összekülönbözésik. Munkácsy életében felbukkanó nők között nagy szerepet játszott Chaplinné, vagyis Chérie, aki teherbe esett tőle és fiút szült neki. Mihály hivatalosan a fiú keresztapja lett. A festő túlélte egyetlen gyermekét, halála nagy megrázkódtatás volt neki.
Az 1880-as évekből származik két tájképe: a Colpachi park és a Kukoricás. Életművéből kiemelkedik Liszt Ferenc és Haynald arcképe.
Utolsó hanyatló műveit mint a Honfoglalás, Ecce Homo, már halálos betegen, ereje végső megfeszítésével festette. Ebből az időből származik a Sztrájk című festménye is, amely a munkásmozgalom első ábrázolása a magyar képzőművészetben.
|  | Itt a vége a cselekmény részletezésének! |

## Dallos Sándor Munkácsy-ábrázolása
Dallos a festőt a folytonos ihletettség, lobogás állapotában mutatja be. Regényében Munkácsy sodró egyéniség, aki meghódítja ecsetjével a valóságot, lendületével környezetét, egyéniségével és külsejével az asszonyokat. Megható színekkel ábrázolja Paál Lászlóhoz fűződő mély barátságot, melyben izgalmasan elegyedett a kétféle egyéniség és a kétféle festői felfogás.